# 区位记录
在磁盘由大致同心磁道组成－是否实现为分开的圆形轨道或作为单一螺旋轨迹－物理磁道长度（周长）得到增加，若它远离中心枢纽。在较旧的磁盘驱动器中，外轨道和内轨道具有相同的扇区数，因此外磁道数据密度低。这是低效率的对可用空间的利用。

ZBR硬盘的扇区的物理布局：若从中心的距离增加，扇区数量在给定的角度从1（红色）增加到2（绿色）、4（灰色）。

在使用ZBR的硬盘，在最外面的环带中的轨道上的数据将具有最高数据传输率。

## 使用ZBR / ZCAV的产品
- Apple Macintosh 400K/800K 软盘
- DVD-RAM
- 大多数硬盘自从20世纪90年代[2]